# Amok (film, 1983)
Pour les articles homonymes, voir Amok.
Pour plus de détails, voir Fiche technique et Distribution.
Amok est un film dramatique guinéo-sénégalo-marocain réalisé par Souheil Ben-Barka et sorti en 1983. Il met en scène Miriam Makeba, Robert Liensol, Douta Seck,,,,.

## Synopsis
C'est un film qui relate le voyage initiatique d'un ancien instituteur d'un village reculé à la ville moderne de Johannesburg en proie au conflit. Le but principal de sa traversée étant d'aller voir sa sœur malade, le vieil enseignant y découvre la dramatique évolution de sa famille (il découvre notamment que sa sœur Joséphine a dû se prostituer pour survivre). Son fils est devenu un assassin et son frère est un leader syndicaliste clandestin et par ricochet  les effets dévastateurs de l'apartheid,,,.

## Fiche technique
Sauf indication contraire, les informations mentionnées dans cette section peuvent être confirmées par la base de données cinématographiques IMDb,  présente dans la section « Liens externes ».
- Titre original : Amok
- Réalisateur :  Souheil Ben-Barka
- Scénariste : Souheil Ben-Barka, Michel Constantin, François Rabaté
- Musique : Miriam Makeba
- Photographie : Girolamo La Rosa
- Sociétés de production : Interfilms, M.C, Sylicinéma
- Pays de production :  Maroc,  Guinée,  Sénégal
- Langue de tournage : français
- Format : Couleurs - 1,66:1 - Son mono - 35 mm
- Durée : 103 minutes
- Genre : Drame[10],[11],[12],[9].
- Dates de sortie : 
  - Union soviétique : 13 juillet 1983 (Festival de Moscou)
  - France : 9 mai 1984

## Distribution
- Robert Liensol : Mathieu Sempala
- Miriam Makeba : Joséphine Sempala
- Douta Seck : Révérend Sikau Norje
- Richard Harrison : Elton Horn
- Gianni Garko
- Giorgio Ardisson
- Edmund Purdom : Jaarsveld
- Claudio Gora : M. Horn